# Eugen Gottstein
Eugen Gottstein (* 12. Dezember 1897 in Basel; † 25. September 1978 in Freiburg im Breisgau) war ein deutscher Politiker (SPD).

## Leben
Nach dem Besuch der Volksschule absolvierte Gottstein eine Lehre als Elektromonteur in Freiburg, die er mit der Gesellenprüfung abschloss. Er arbeitete als Elektromonteur in Freiburg und Berlin, bestand 1922 die Prüfung als Elektromeister und machte sich 1924 mit einem Geschäft in Freiburg selbständig. Von 1916 bis 1918 nahm er als Soldat am Ersten Weltkrieg teil.
Gottstein schloss sich 1919 der KPD an und war von 1920 bis 1924 Vorsitzender der Freiburger Kommunisten. 1925 trat er aus der KPD aus und 1926 wurde er Mitglied der SPD. Nach der Machtübernahme der Nationalsozialisten boykottierten die Behörden sein Elektrogeschäft, woraufhin er sich 1943 als Mitarbeiter einer Widerstandsgruppe in München anschloss. Während des Zweiten Weltkrieges wurde er von 1940 bis 1945 als Werkmeister bei der Luftwaffe dienstverpflichtet.
Nach 1945 war Gottstein Landessekretär der SPD in Baden. Von 1946 bis 1947 gehörte er der Beratenden Landesversammlung des Landes Baden an.